# Hervey C. Calkin

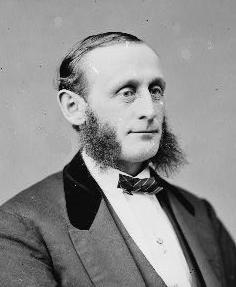
Hervey C. Calkin, um 1869

Hervey Chittenden Calkin (* 23. März 1828 in Malden, New York; † 20. April 1913 in New York City) war ein US-amerikanischer Politiker. Zwischen 1869 und 1871 vertrat er den Bundesstaat New York im US-Repräsentantenhaus.

## Leben
Hervey Chittenden Calkin besuchte öffentliche Schulen. 1847 zog er nach New York City, wo er fünf Jahre lang für Morgan Iron Works arbeitete. Danach war er 1852 als Eisenhändler tätig, da er die Schifffahrtsbelange des Country erkannte. Er war School Officer in seinem Bezirk. Politisch gehörte er der Demokratischen Partei an.
Bei den Kongresswahlen des Jahres 1868 für den 41. Kongress wurde er im siebten Wahlbezirk von New York in das US-Repräsentantenhaus in Washington, D.C. gewählt, wo er am 4. März 1869 die Nachfolge von John Winthrop Chanler antrat. Da er auf eine erneute Kandidatur im Jahr 1870 verzichtete, schied er nach dem 3. März 1871 aus dem Kongress aus.
Danach ging er in New York City bis 1904 seinen früheren Geschäftstätigkeiten nach, als er in den Ruhestand ging. Er starb am 20. April 1913 in der Bronx und wurde auf dem Woodlawn Cemetery beigesetzt.